# Boletus aereus
Boletus aereus (hongo negro), es un hongo comestible, del género basidiomiceto,  de la familia Boletaceae. En el País Vasco y norte de Navarra, donde este hongo es muy consumido, es conocido también por su nombre en euskera como "Onddobeltz". 

## Características
La forma del sombrero (píleo) es convexo acampanado, puede medir hasta 20 cm de diámetro, su color es amarronado oscuro, el estipe es cilíndrico, de color marrón claro, puede medir hasta 8 cm de largo y tener un grosor de 1,5 cm.
Crece a finales del verano y principios del otoño en aquellos bosques cuyos árboles de hoja ancha pertenecen a la familia Fagaceae (hayas, alcornoques, encinas, robles, castaños, etc.).
Se distribuye por América del Norte y por el centro y sur de Europa, influyendo en gran medida la latitud y altitud del territorio.

## Comestibilidad
Su sabor es agradable y es muy conocido por sus cualidades culinarias.